# Tengiz Sigua
Tengiz Sigua, född 9 november 1934 i Lentechi, Georgiska SSR, Sovjetunionen,död 21 januari 2020 i Tbilisi, Georgien, var en georgisk politiker och före detta premiärminister för landet.
Han blev premiärminister 15 november 1990 under president Zviad Gamsachurdia men avgick 18 augusti 1991 och deltog senare i störtandet av Gamsachurdia. Han blev återigen premiärminister 6 januari 1992, men tvingades avgå 6 augusti 1993.